# Alexander Schüller
Alexander Schüller (* 13. Mai 1997 in Leipzig) ist ein deutscher Bobfahrer.

## Karriere
Schüllers erster großer Erfolg war die Goldmedaille im Vierbob bei der Weltmeisterschaft 2020 in Altenberg. Bei der Weltmeisterschaft 2021, die coronabedingt ebenfalls in Altenberg abgehalten wurde, gewann er als Anschieber von Francesco Friedrich die Titel im Zweier- und Viererbob.
2022 wurde Schüller im Viererbob von Friedrich Olympiasieger. Am 24. Februar 2022 wurde er gemeinsam mit seinem Teamkollegen Thorsten Margis feierlich in seiner Wahlheimat Halle (Saale) empfangen und durfte  sich ins Goldene Buch der Stadt eintragen.

## Auszeichnungen
- 2022: Silbernes Lorbeerblatt[4]